# The Fox (álbum de Elton John)
The Fox es el decimoquinto álbum de Elton John, editado en 1981 por The Rocket Record Company. El disco fue grabado a caballo entre Niza y Los Ángeles, durante 1979 y 1980, Chris Thomas colabora en la producción con Elton por primera vez, y lo haría nuevamente a lo largo de los años 80s y 90s.

## Realización
El álbum alcanzó el top 10 y el top 40 de las listas en muchos países excepto Canadá. Tiene una certificación de plata en el Reino Unido. El primer sencillo, "Nobody Wins", se ubicó en el puesto 21 en las listas de EE. UU., pero se ubicó mejor en Noruega, alcanzando el puesto 10. El siguiente sencillo, "Chloe", se ubicó aún mejor en la lista Adult Contemporary en el puesto 16. "Just Like Belgium" no llegó a las listas de éxitos a pesar de que se lanzó como sencillo en algunos países que amaban la música de John.
Después de 1981, solo "Chloe", "Just Like Belgium", "Nobody Wins" y "Elton's Song" se incluirían en Jump Up de 1982 de John. Si bien "Chloe", "Just Like Belgium" y "Nobody Wins" nunca se han vuelto a interpretar desde esa gira, "Elton's Song" se interpretó varias veces en una gira en solitario en 1999. Desde entonces, John también ha dejado de interpretar esa canción.
Sin embargo, desde el lanzamiento del álbum, Elton interpretaría "Carla/Etude" en su gira mundial de 1986 con la Melbourne Symphony Orchestra y en posteriores giras en solitario, además de una serie de espectáculos de 2004 con la Orquesta de la Royal Academy of Music, lo que la convierte en la única canción del álbum que se interpretó hasta 2010 en una gira con Ray Cooper.

## Lista de canciones
Lado A
1. "Breaking Down Barriers" (John, Gary Osborne) – 4:42
2. "Heart in the Right Place" (John, Osborne) – 5:17
3. "Just Like Belgium" – 4:11
4. "Nobody Wins" (Jean-Paul Dreau, Osborne) – 3:40
5. "Fascist Faces" – 5:11

Lado B
1. "Carla / Etude" (John) – 4:46*
2. "Fanfare" (John, James Newton Howard) – 1:26*
3. "Chloe" (John, Osborne) – 4:40*
4. "Heels of the Wind" – 3:40
5. "Elton's Song" (John, Tom Robinson) – 3:02*
6. "The Fox" – 5:20

## Video oficial
Visions, lanzado en VHS en 1982, es un video de las diez canciones grabadas para el álbum The Fox. Es notable como uno de los primeros lanzamientos de video de formato largo de un álbum. La colección también se lanzó en el disco de video CED de RCA y Laserdisc, un precursor del DVD, pero no se ha lanzado desde entonces. El video de "Elton's Song", que trata sobre la historia de la admiración de un adolescente por otro adolescente al que añora, pero que es demasiado tímido para confrontar sus sentimientos, fue excluido del lanzamiento del video en el Reino Unido porque la escuela pública donde fue filmado en se opuso al tema de la canción. Todos los videos fueron conceptualizados por Keith Williams y dirigidos por Russell Mulcahy.

## Certificaciones
| Región                        | Certificado | Unidades/ventas |
| ----------------------------- | ----------- | --------------- |
| Australia                     |             | 60.000          |
| British Phonographic Industry | Plata       | 60.000          |